# Liste der FFH-Gebiete im Landkreis Dingolfing-Landau
Die Liste der FFH-Gebiete im Landkreis Dingolfing-Landau zeigt die FFH-Gebiete des niederbayerischen Landkreises Dingolfing-Landau in Bayern. Teilweise überschneiden sie sich mit bestehenden Natur-, Landschaftsschutz- und EU-Vogelschutzgebieten.
Im Landkreis befinden sich acht und zum Teil mit anderen Landkreisen überlappende FFH-Gebiete.
| Habitate der Gelbbauchunke im Landkreis Dingolfing-Landau         | BW | 7340-371 WDPA: 555521903 | Landkreis Dingolfing-Landau                                                    | | ⊙ | 16,61    |  |
| Leiten der Unteren Isar                                           |    | 7439-371 WDPA: 555521935 | Landshut, Landkreis Dingolfing-Landau, Landkreis Landshut                      | | ⊙ | 642,58   |  |
| Mausohrkolonien im Unterbayerischen Hügelland                     |    | 7839-371 WDPA: 555522045 | Landkreis Erding, Landkreis Mühldorf am Inn, Landkreis Pfaffenhofen an der Ilm | Mausohrkolonien in 7 Kirchen in 7 Landkreisen: Zeilarn (PAN), Frichlkofen (DGF), Trostberg (TS), Gars/Inn (MÜ), Scheyarn (PAF), Hohenwart (AÖ), Schwindkirchen (ED). | ⊙ | 0,00     |  |
| Mettenbacher, Grießenbacher und Königsauer Moos (Unteres Isartal) |    | 7341-371 WDPA: 555521905 | Landkreis Dingolfing-Landau, Landkreis Landshut                                | | ⊙ | 220,46   |  |
| Niedermoore und Quellsümpfe im Isar-Inn-Hügelland                 | BW | 7442-301 WDPA: 555521937 | Landkreis Dingolfing-Landau, Landkreis Rottal-Inn                              | | ⊙ | 25,00    |  |
| Untere Isar zwischen Landau und Plattling                         |    | 7243-301 WDPA: 555521866 | Landkreis Deggendorf, Landkreis Dingolfing-Landau                              | | ⊙ | 1.217,00 |  |
| Unteres Isartal zwischen Niederviehbach und Landau                |    | 7341-301 WDPA: 555521904 | Landkreis Dingolfing-Landau                                                    | | ⊙ | 276,00   |  |
| Vilstal zwischen Vilsbiburg und Marklkofen                        |    | 7440-371 WDPA: 555521936 | Landkreis Dingolfing-Landau, Landkreis Landshut                                | | ⊙ | 834,65   |  |
| Legende für Fauna-Flora-Habitat                                   |    |                          |                                                                                | |   |          |  |

## Einzelnachweis
1. ↑  BfN, Natura 2000, FFH-Gebiet 7839-371

- Karte mit allen Koordinaten:
- OSM |
- WikiMap